# Lamina (Zellkern)
Die im eukaryotischen Zellkern enthaltene Lamina ist ein dichter, fibrillärer Verbund, der weitgehend direkt unter der Kernhülle liegt und etwa 30 bis 100 nm stark ist.
Sie enthält Intermediärfilamente und Proteine, die mit der inneren Membran der Kernhülle verbunden sind.
Neben einer Stützfunktion spielt die Lamina eine Rolle bei Vorgängen wie der Regulation der DNA-Replikation und der Zellteilung sowie bei der Chromatinorganisation.

## Struktur und Aufbau
Die Lamina besteht aus Laminen und Lamin-bindenden Membranproteinen. Lamine sind die Intermediärfilamente vom Typ V.
Im Genom der Wirbeltiere codieren drei Lamin-Gene für sieben bekannte Lamin-Isoformen, die durch Alternatives Spleißen erzeugt werden.
LMNA codiert für die A-Typ Lamine (A, AΔ10, C, und C2). Die B-Typ-Lamine werden von zwei Genen codiert, Lamin B1 von LMNB1 und die Lamine B2 und B3 von LMNB2.
Einige Lamine sind spezifisch für Urkeimzellen und spielen eine wichtige Rolle in der Neuorganisation des Chromatins während der Meiose. Nicht alle Lebewesen haben die gleiche Anzahl an Laminen codierenden Genen, die Fruchtfliege besitzt beispielsweise nur zwei Gene, der Fadenwurm nur eines. Lamine sind spezifisch für Tiere. Pflanzen oder eukaryotische Einzeller wie Backhefe besitzen keine Lamine.
Lamine unterscheiden sich von zytoplasmatischen Intermediärfilamenten durch eine längere Aminosäuresequenz (42 Aminosäuren mehr). Sie tragen ein Kernlokalisierungssignal und bilden eine typische Tertiärstruktur aus. Lamin-Polypeptide haben eine fast vollständige α-helikale Gestalt mit zahlreichen α-helikalen Proteindomänen, getrennt von nicht-α-helikalen Verknüpfungen, die in Länge und Aminosäurensequenz unveränderlich sind. Sowohl das C-Ende als auch das N-Ende sind nicht-α-helikal, das C-Ende ist globulär. Ihr molekulares Gewicht reicht von 60 bis 80 Kilodalton. Eine Phosphorylierung zu Beginn der Mitose führt zu einer Konformationsänderung, die den Abbau der Lamina veranlasst.
Lamin-bindende Membranproteine sind entweder integral oder peripher. Die wichtigsten sind LAP1 und LAP2 (für lamin associated protein), Emerin, Lamin-B-Rezeptor (LBR), Otefin, MAN1 und die Nesprine. Aufgrund ihrer Position innerhalb der inneren Membran oder ihrem Kontakt zu dieser, führen sie die Anhaftung der Lamina an die Kernhülle herbei.

## Aufgaben und Funktionen
Die Lamina setzt sich aus zwei Lamin-Polypeptiden zusammen, in denen sich die alpha-Helikalregionen umeinander winden, um eine zweisträngige alphahelikale Spiralstruktur bilden, nach denen mehrere Dimere folgen, die sich über die gesamte Länge erstrecken. Das linear verlängerte Polymer ist seitlich erweitert durch gegenüberliegende Polymere, woraus sich eine 2D Struktur ergibt, die eigentlich der Kernmembran zugrunde liegt. Um die Stützfunktion des Zellkerns zu unterstützen, spielt die Lamina eine wichtige Rolle bei der Chromatinorganisation, der Regulierung des Zellzyklus, der DNA Verdoppelung, Zellausdifferenzierung und beim Zellselbstmord.

### Chromatinorganisation
Die nicht zufällige Organisation des Genoms legt hierbei nahe, dass die Lamina eine Rolle bei der Organisation des Chromatins spielt. Tatsächlich fand man heraus, dass Lamin-Polypeptide eine Neigung dazu haben, Chromatin durch ihre alphahelikalen Domänen an spezielle DNA-Sequenzen zu binden, die sich Matrix-Anhänge-Regionen (MAR) nennen. Eine MAR hat eine Länge von durchschnittlich 300–1000 Basenpaaren und hat einen besonders hohen Adenin/Thymin Anteil. Lamin A und B können außerdem Kernhistone mittels einer Sequenz in ihrer Endregion binden.

### Regulierung des Zellzyklus
Zu Beginn der Mitose (Prophase und Prometaphase) ist die Zelle dabei, viele Zellstrukturen abzubauen, wie zum Beispiel die Kernmembran, die Lamina, und die Kernporen. Dieser Abbau ist nötig, damit der Spindelapparat mit den (inzwischen spiralisierten) Chromosomen in Kontakt treten und sich an ihre Kinetochore heften kann.
Diese unterschiedlichen Abbauvorgänge werden ausgelöst durch Cyclin-Proteine B und Cdk1. Sobald diese aktiviert sind, ist die Einleitung der Mitose nicht mehr aufzuhalten, da weitere Proteinkinasen aktiviert wurden und durch die direkte Phosphorylierung von Strukturproteinen. Nach der Phosphorylierung durch Cyclin setzt die Depolymerisation der Lamina ein und deren B-Lamine bleiben in Kontakt mit den Stücken der Kernmembran, die A-Lamine hingegen sind während der gesamten Mitose frei im Cytoplasma löslich. Die Bedeutung der Auflösung der Lamina wurde durch Experimente überprüft, bei denen man die Lamina an der Auflösung gehindert hat, was die gesamte Mitose nicht stattfinden lässt.
Am Ende der Mitose (Anaphase, Telophase) beginnt der Wiederaufbau des Zellkerns, der mit der Erzeugung von "Skelett"proteinen auf der Oberfläche der immer noch spiralisierten Chromosomen beginnt, anschließend wird die Kernmembran wieder aufgebaut. Die neuen Kernporen werden gebildet, wobei die Lamine das wichtige Kernlokalisierungssignal tragen und daher eingeschleust werden. Diese kennzeichnende Hierarchie wirft die Frage auf, ob zu diesem Zeitpunkt die Lamina eine Stabilisierungsfunktion oder eine regulierende Funktion übernimmt, wobei diese keine große Rolle bei der Membranerstellung um das Chromatin herum spielt.

### Embryonenentwicklung und Zelldifferenzierung
Die Anwesenheit von Laminen bei der Embryonalentwicklung wurde bereits bei Organismen wie Krallenfröschen, Küken oder Säugetieren beobachtet. Beim Krallenfrosch wurden fünf verschiedene Typen identifiziert, die bei den fünf verschiedenen Stufen der Embryonalentwicklung vorkommen. Am häufigsten kommen die Typen LI und LII vor, von denen man annimmt, dass sie homolog zu den Laminen B1 und B2 sind. LA soll homolog zu Lamin A sein, LIII homolog zu Lamin B. Ein vierter Typ ist keimzellenspezifisch.
In der frühen Embryonalentwicklung eines Kükens sind nur die B-Lamine vorhanden. In den nachfolgenden Stufen nimmt der B1 Gehalt ab, dafür kommt mehr Lamin A vor. Die Entwicklung bei Säugetieren scheint ähnlich abzulaufen. Hierbei allerdings ist Lamin B vor allem in den frühen Stufen vorhanden. Lamin B1 erreicht das höchste Konzentrationslevel in den frühen Phasen, wobei Lamin B2 dort relativ konstant ist und sich der Gehalt erst nach der Zelldifferenzierung zu erhöhen beginnt. Nach der Entwicklung der verschiedenen Gewebearten in einer fortgeschrittenen Stufe erhöht sich der Gehalt von Lamin A und C. Diese Ergebnisse lassen darauf schließen, dass in der Grundstruktur die Lamina nur Lamine vom Typ B benötigt.

### Reduplikation der DNA
Zahlreiche Experimente zeigen, dass die Lamina eine entscheidende Rolle bei der DNA-Replikation spielt. Möglicherweise erzeugen Lamine ein Gerüst, das wichtig für das Zusammenfügen der Verlängerungskomplexe ist oder sie stellen einen Anfangspunkt für das Zusammenfügen des Grundgerüstes dar. Nicht nur Lamine, die mit der Lamina verbunden sind, sind während der Verdoppelung vorhanden, auch freie Laminpolypeptide scheinen ein Mitwirken bei dem Prozess zu haben.

### Apoptose
Apoptose (Zellselbstmord) ist ein fundamentaler Bestandteil der Selbstregulation und des Gewebes, da er bei Entartung der Zelle eintritt oder wenn Viren und andere Krankheitserreger die Zelle zerstören. Dieser Prozess ist stark reguliert, die Lamina löst sich dabei in einem frühen Stadium auf.
Im Gegensatz zum Auflösen der Lamina durch Phosphorylierung während der Mitose wird hierbei die Lamina durch Proteolyse abgebaut und es sind freie wie verbundene Lamine betroffen. Diese Proteolyse wird ausgeführt von Caspasen, welche die Lamine nach Asparaginsäure spalten.

## Krankheiten
Gendefekte, die Lamine (A und B1) betreffen, können diese verändern und so Krankheiten auslösen. Beispiele dafür sind:
- Emery-Dreifuss-Muskeldystrophie – Muskelabbau
- Progerie – Vorzeitiges Altern